# Übersee-Museum Bremen
O Übersee-Museum Bremen é um museu etnográfico e de história natural localizado em Bremen, na Alemanha. É um patrimônio da cidade de Bremen, localizado em sua região central, na praça da estação principal, protegido desde 1993. É um dos museus mais bem visitados do país, por possuir diversas exposições relacionadas a natureza, cultura e comércio. Por isso, possui certos aspectos estrangeiros e exposições permanentes com artefatos que provém da Ásia, Oceânica e África.

## História
Com o nome de "Städtische Sammlungen für Naturgeschichte und Ethnographie", as primeiras coleções chamadas "Naturwissenschaftlichen Verein", que continham este aspecto da natureza, fundaram o "Museu da Sociedade", com coleções de uma "Comissão Antropológica" fundada em 1872. Ano em que a Cidade de Bremen tomou conta deste patrimônio e o inaugurou em 1887l
Em 1890, as coleções no departamento de Exposição comercial e colonial trouxeram tanto interesse do público que foram exibidas por cinco anos. Este período foi favorável devido aos acontecimentos após a partilha da África, quando as movimentações coloniais foram maiores, ajudando na construção do museu e nas coleções que eram trazidas, sendo que algumas estruturam foram construídas nesse período.
De 1908 a 1911, o prédio teve uma duplicação de seus faróis, na tentativa de acolher o público, ainda criou um museu de espuma, que combinava ciência e educação popular, na tentativa de mostrar as diferentes concepções do mundo pela qual a Alemanha se estendia.
Após a tomada pelos nazistas, em 1933, o museu passou a ter um aspecto diferente. Inicialmente passou a contemplar aspectos bélicos e com educação racial. Em 1935, passou a ser chamado de "Museu Colonial e Ultramarino alemão" com exposições de caça à baleia, sobre as colônias e conhecimento diante das diferentes raças que possuiam o mundo na qual a Alemanha fazia parte.
Os ataques aéreos que a cidade sofreu, na Segunda Guerra Mundial, derrubaram certas exposições que tinham na cidade. A reconstrução começou no ano seguinte do final da guerra (1946), e com um novo conceito, que era a tentativa de conectar o público alemão com as realidades do terceiro mundo, além de ter um aspecto de orientação pedagógica em virtude de sua história recente.
Em 1951, o museu recebeu o nome atual. De 1962 a 1971 acumulou coleções científicas e depois passou por reformas, em virtude das inovações. 
Em 1985, criou-se uma organização de caridade na tentativa de auxiliar na reconstrução e nas melhorias do museu.
Ao total, o museu possui cinco andares e abarca mais de 30 mil itens em sua coleção no campo da história, ciências humanas, etnologia e comércio. Todos acessíveis ao público. 

## Lista de Diretores
- 1887 a 1933 Hugo Schauinsland (1857–1937), Zoólogo, diretor-fundador
- 1933 a 1945 Carl Friedrich Roewer (1881–1963), Zoólogo, aracnologista
- 1945 a 1946 e 1948 a 1950 temporário Herbert Abel (1911–1994), Geógrafo
- 1950 a 1962 Helmuth O. Wagner (1897–1977), ornitólogo
- 1962 a 1971 Hermann Friedrich (1906–1997), biólogo
- 1971 a 1975 Herbert Abel (1911–1994), Geógrafo
- 1975 a 1991 Herbert Ganslmayr (1937–1991), Etnólogo
- 1992 a 2001 Viola König (* 1952), Etnólogo
- desde 2002 Wiebke Ahrndt (* 1963), Etnólogo

## Coleção
Após a conversão, em 1946, o departamento de ciências naturais se encontra ali. Há, pelo menos 10 mil objetos na coleção. Há extratos de animais, plantas e cogumelos, com coleções particulares em instalações menores.  